# Ivan Karetnikov
Ivan Karetnikov –en ruso, Иван Каретников– (1942) es un deportista soviético que compitió en natación. Ganó una medalla de plata en el Campeonato Europeo de Natación de 1962 en la prueba de 200 m braza.

## Palmarés internacional
| Campeonato Europeo | Campeonato Europeo | Campeonato Europeo | Campeonato Europeo |
| Año                | Lugar              | Medalla            | Prueba             |
| ------------------ | ------------------ | ------------------ | ------------------ |
| 1962               | Leipzig (RDA)      | Medalla de plata   | 200 m braza        |